# Tiago Jorge Honório
Tiago Jorge Honório (født 4. december 1977) er en brasiliansk fodboldspiller.